# Brécé
Brécé är en kommun i departementet Ille-et-Vilaine i regionen Bretagne i nordvästra Frankrike. Kommunen ligger i kantonen Châteaugiron som tillhör arrondissementet Rennes. År 2022 hade Brécé 2 185 invånare.

## Befolkningsutveckling
Antalet invånare i kommunen Brécé
Referens:INSEE